# Flockeneis

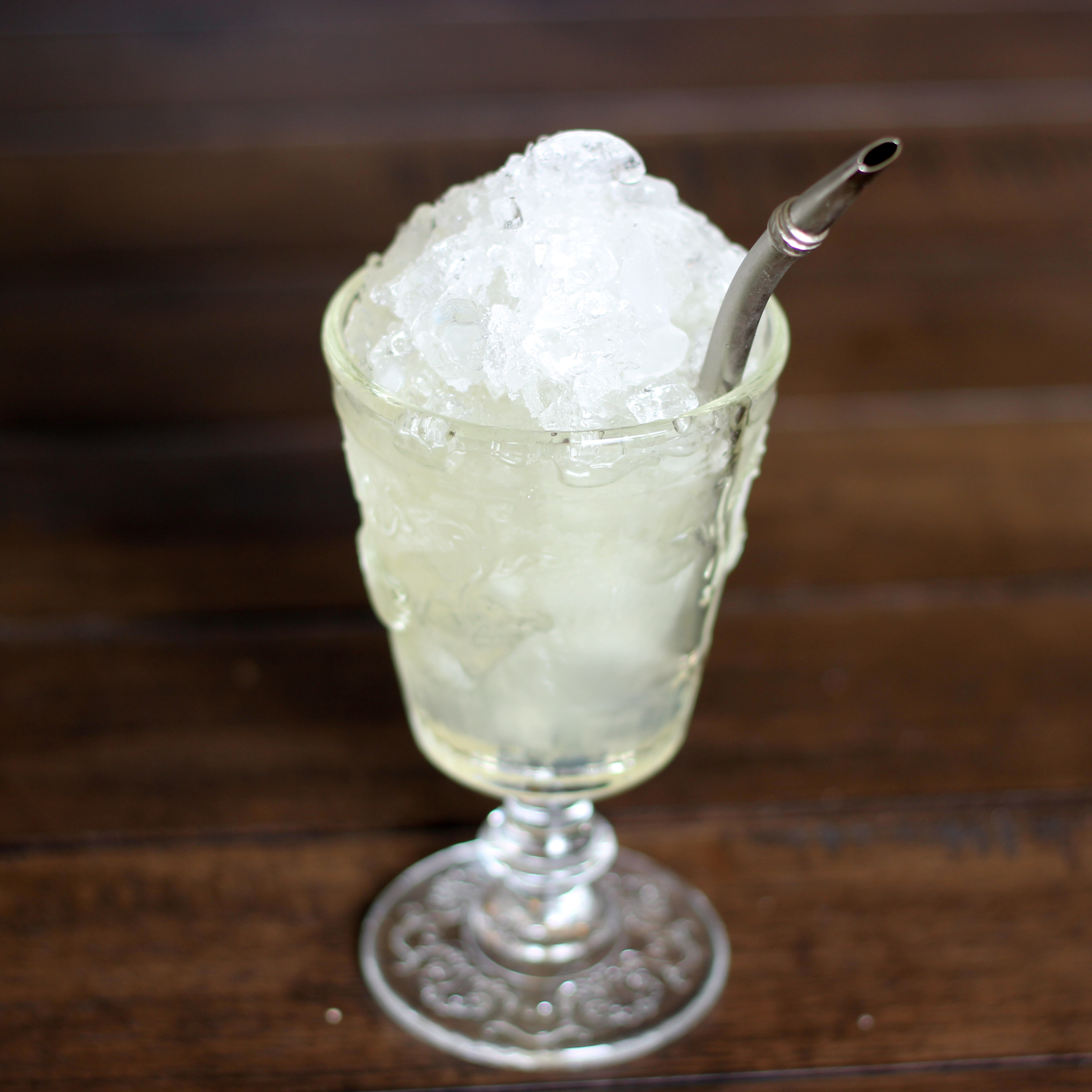
Absinth mit Flockeneis

Flockeneis (auch Eisschnee, Eisflocken, engl. crushed ice) bezeichnet gemahlenes Eis mit einer Korngröße von wenigen Millimetern.

## Eigenschaften
Flockeneis besitzt im Vergleich zu Eiswürfeln oder Scherbeneis eine geringere Korngröße und eine größere Oberfläche pro Masseneinheit und daher auch eine größere Kühlleistung.  Genaugenommen sind Eisflocken/Eisschnee zwar weder Schnee (weil die Eiskristalle noch zu groß sind und nicht vom Himmel gefallen sind), noch Flocken im Sinne von Schneeflocken (es sind keine flachen Eiskristalle, sondern dickere gebrochene Eiskristalle). Flockeneis wird meist in einem Flockeneisbereiter (auch Eisflockenbereiter) hergestellt. Idealerweise besitzt Flockeneis bei der Anwendung eine Temperatur von −0,5 °C. Der Name geht auf die lockere Form zurück, die bei der Fertigung in dünnen Schichten entsteht. In Form und Konsistenz sind es kristalline Körner, die schüttfähig sind und auch in unteren Schichten nicht leicht zusammenfrieren. Das Kühlgut kann im Flockeneis leicht eingebettet und schonend umhüllt werden. Kälteres und gröberes Scherbeneis ist zudem scharfkantig und mit −7 °C deutlich kälter.
Andere Wasserprodukte werden als Eisschnee angeboten, der dadurch hergestellt wird, indem dünne Eisschichten, welche auf gekühlten Walzen entstehen, abgeschabt werden. Das so entstandene Produkt ist besonders feinkörnig, quasi cremig, sodass es wie Speiseeis konsumiert werden kann. Scherbeneis wird daher gerne für Smoothies, Slushes oder Shakes verwendet. Weitere Bezeichnungen hierfür sind Schabeis und englisch Shaved Ice.

## Nutzung
Die Verwendung von Flockeneis und seinen Varianten und Abkömmlingen dient unterschiedlichen Zwecken der Kühlung oder Kalthaltung. Zudem ist von der Nutzung sowohl die Form der Eiskristalle als auch dadurch bedingt deren Herstellung in Eisbereitern und Eismaschinen bedingt. Die Anwendung von Teilchen aus kristalliner Eisphase sind Grundlage der Formung des Eisbettes oder des schnelleren Kälteübergangs vom Eisbett auf das zu kühlende Substrat. 
- Flockeneis wird in der Lebensmittelherstellung genutzt, um bei der Wurstherstellung die Temperatur unter 14 °C zu halten. Hierbei kommt oft Scherbeneis zur Anwendung, wiederum ist Flockeneis gleichmäßiger als Eiswürfel in der Kühlung. Flockeneis besitzt eine höhere Verarbeitungstemperatur und daher einen höheren Wasseranteil als Scherbeneis (25 % gegenüber 7 % Wasseranteil), weshalb zur Wurstherstellung meistens Scherbeneis verwendet wird.
- Für gekühlte Waren und der Einhaltung notwendiger Temperaturen, z. B. bei Lagerung und Transport von Speisefischen,[2] wird das Flockeneis zum Einbetten der Lebensmittel verwendet.
- Im Labor werden Reaktionsgefäße in einem Eisbad[3] gekühlt, wobei Flockeneis das Gefäß umgibt.
- In der Medizin ist Flockeneis in Kühlbeuteln und -umschlägen nötig, um deren Formbarkeit zu erreichen.[4] Eine wichtige Rolle spielt es beim Transport von Organen, die für eine Transplantation verwendet werden.[5]
- Eine Anwendung ist der Einsatz in der Kaltwasserimmersion (Eisbad), wo beanspruchte Muskelpartien für 5 bis 20 Minuten in mit „Teilcheneis“ temperiertes Wasser (12 °C bis 15 °C) getaucht werden.
- Gekörntes Eis wird für gekühlte Mischgetränke, Cocktails eingesetzt, so für kaltservierte Coladas. Gröberes Scherbeneis wird für Smoothies, Slushes oder Shakes verwendet. Andere Getränke werden mit Eiswürfeln serviert, um eine geringere Verwässerung bei langer Kühlwirkung zu erreichen.

Bei Anforderungen für tiefere Temperaturen oder langanhaltendes Frosten kommen Trockeneis oder Flüssigstickstoff zur Anwendung.